# Charlton Vicento
Charlton Vicento (19 de enero de 1991) es un futbolista neerlandés que se desempeña como delantero y su actual equipo es el Kozakken Boys de la Tweede Divisie de los Países Bajos.

## Carrera
Vicento hizo su debut en la Eredivisie con el ADO Den Haag el 15 de agosto de 2009, iniciando en el partido contra el FC Twente en el Den Haag Stadion. Hizo su primer gol el 24 de octubre de 2009, en un partido contra el Sparta Rotterdam. Vicento consiguió un total de 14 apariciones en la Eredivisie en la temporada 2009-10, marcando un gol.

## Carrera internacional

### Juvenil
Vicento representó a la selección de Países Bajos sub-19 en la ronda clasificatoria para la UEFA Euro sub-19. El 14 de noviembre de 2009, Vicento marcó su primer gol con la sub-19 naranja en un partido de clasificación contra Chipre.

### Absoluta
El 30 de septiembre de 2014, Vicento recibió su primera llamada para la selección absoluta de Curazao para disputar la segunda ronda de la Copa del Caribe de 2014 torneo disputado del 8 al 12 de octubre. Anotó su primer gol contra la selección de Martinica.

## Trayectoria
| Club          | País         | Año       |
| ------------- | ------------ | --------- |
| ADO Den Haag  | Países Bajos | 2009-2013 |
| PAS Giannina  | Grecia       | 2013-2014 |
| Willem II     | Países Bajos | 2014-2015 |
| Helmond Sport | Países Bajos | 2015-2018 |
| Kozakken Boys | Países Bajos | 2018-     |